# 竹岭信号场
竹嶺信號場（：／ Jungnyeong yeok */?）是中央線一座已經關閉的线路所，位于韓國忠清北道丹陽郡大崗面。

## 历史
- 1942年4月1日 - 落成使用。

## 邻近车站
韓国铁道公社
中央線
丹城站 - 竹岭信号场 - 喜方寺站